# Kastenhaus Höchstädt

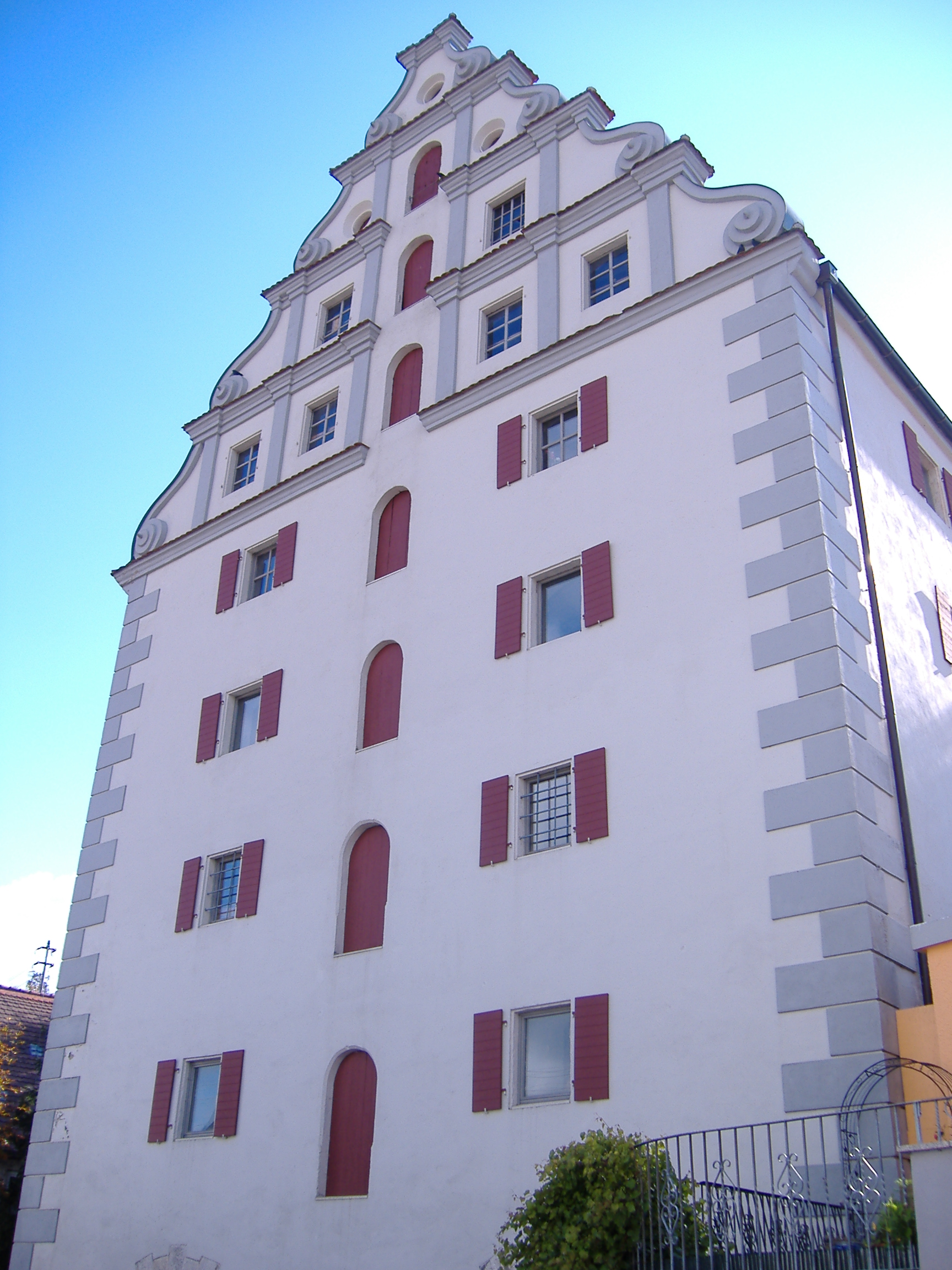
Kastenhaus Nordseite

Kastenhaus Höchstädt ist ein im Barockstil erbautes Gebäude, das sich in Höchstädt an der Donau befindet.

## Geschichte

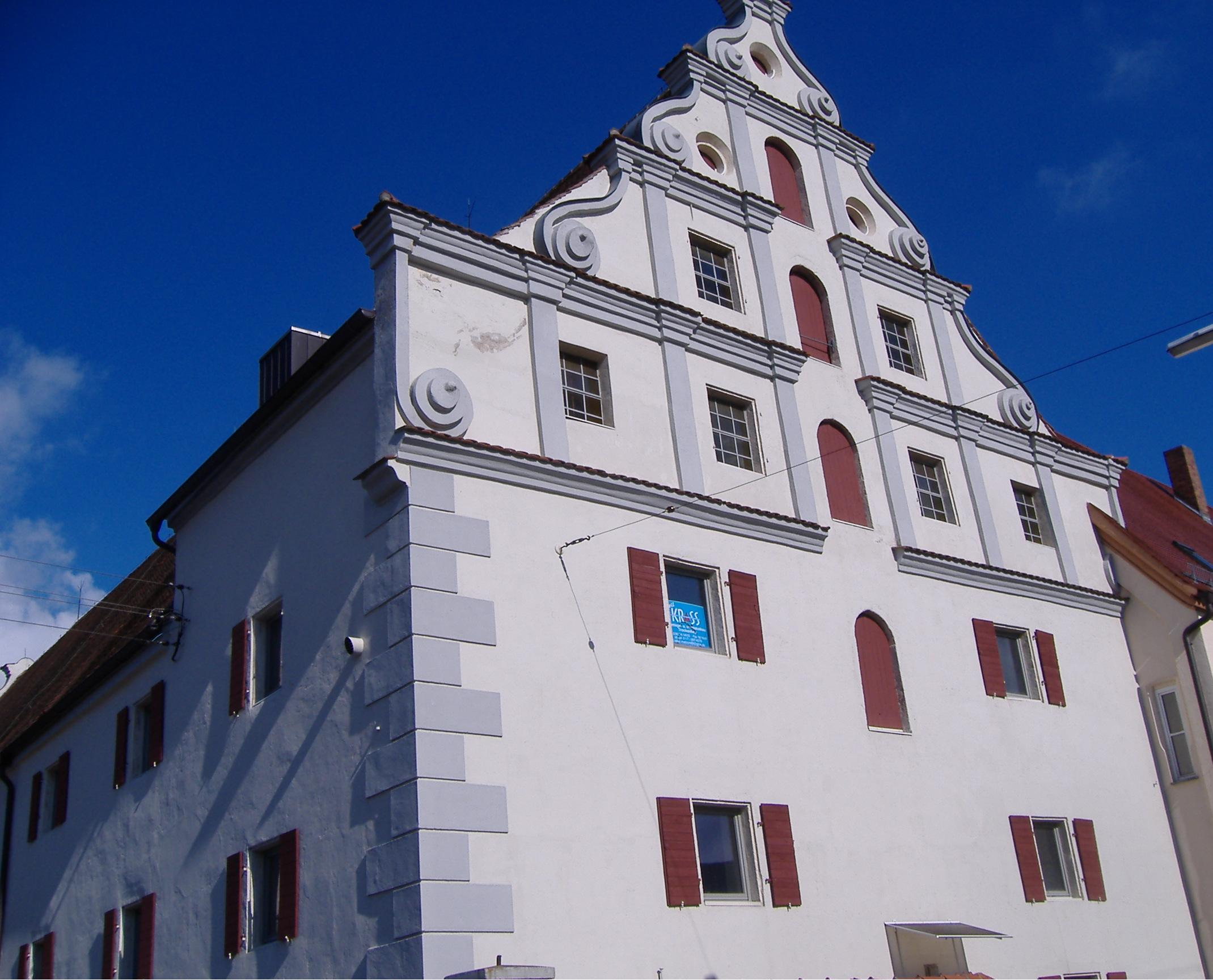
Kastenhaus, Südseite

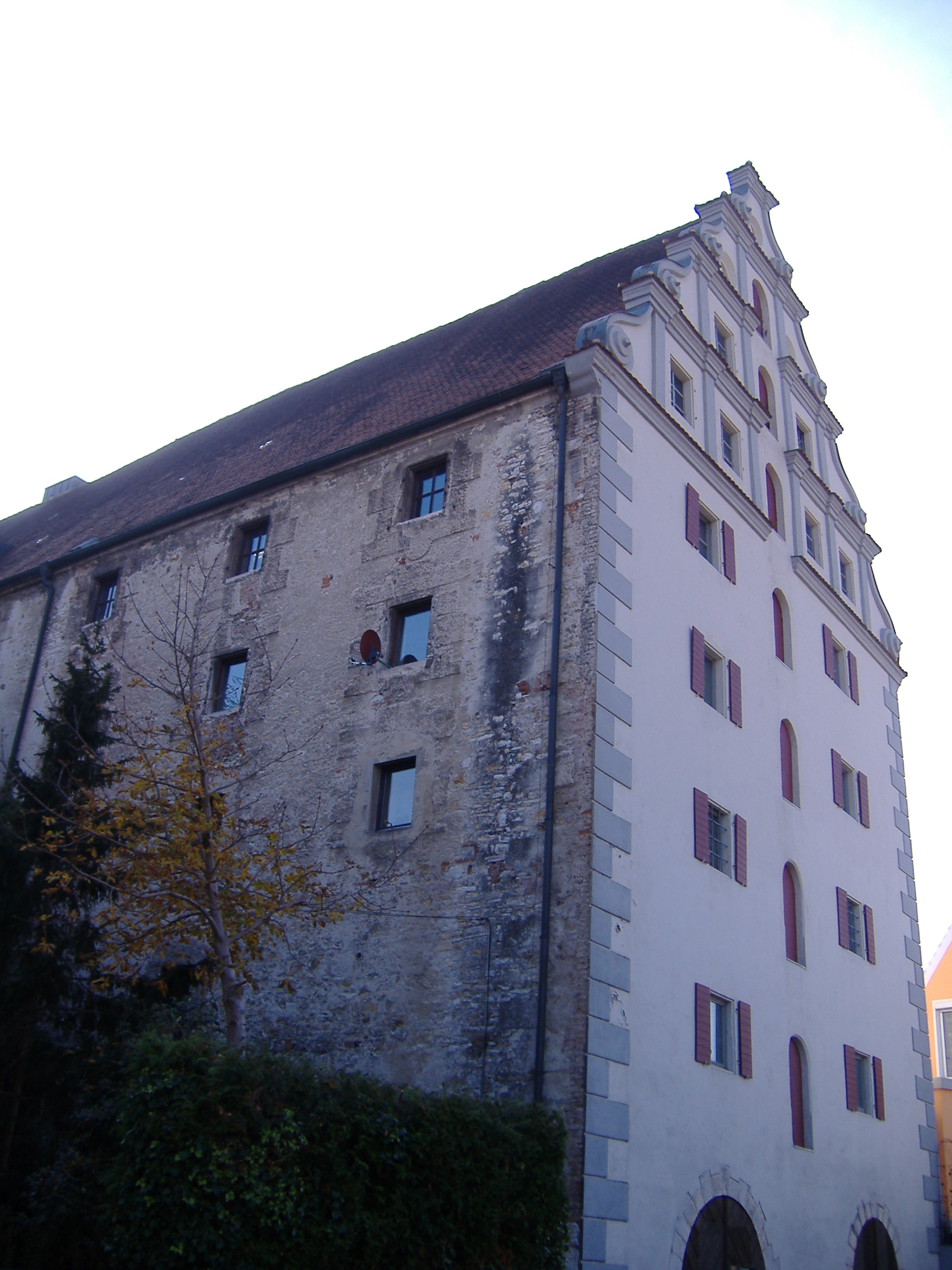
Nord- und Ostseite (unrenoviert) des Kastenhauses

Von 1589 bis 1603 wurde Schloss Höchstädt im Stil der Spätrenaissance erbaut. Es diente viele Jahre der Fürstin Anna von Jülich-Kleve-Berg als Witwensitz. Der Schlossneubau erforderte den Bau eines Kastenhauses zur Aufbewahrung des pflichtmäßig abzuliefernden Getreides, das bis dahin in der alten Burg und anderen Gebäuden aufbewahrt wurde. Im Jahre 1602 erfolgte im Auftrag von Pfalzgraf Phillipp Ludwig von Pfalz-Neuburg die Grundsteinlegung. Zwölf Jahre später konnte das stattliche Gebäude seiner Bestimmung übergeben werden. Baumeister war der aus Graubünden stammende Gilg Vältin. Letztgenannter hatte unter anderem die Bauleitung vom Schloss Höchstädt inne und hatte ferner die Pläne für die charakteristische doppeltürmige Hofeinfahrt von Schloss Haunsheim entworfen.  
Das an einem Hang errichtete Bauwerk hat an der Nordseite fünf, und an der Südseite drei Geschosse. Ferner verfügt es über vier Keller. Besonders hervorzuheben sind seine beidseitigen barocken Giebel. Das Kastenhaus ist im Privatbesitz und teilweise renoviert.